# Rouben Gregorian
Rouben Gregorian (arménien : Ռուբէն Գրիգորեան), né à Tiflis le 23 octobre 1915 et mort à Cambridge (Massachusetts) le 28 mars 1991, est un compositeur et chef d'orchestre arménien de citoyenneté iranienne, puis américaine, ancien élève du Conservatoire de Paris, qui fit carrière pendant la seconde moitié de sa vie aux États-Unis.

## Biographie
Rouben Gregorian naît dans une famille d'Arméniens à Tiflis dans le Caucase, mais déménage un an plus tard avec sa famille à Tabriz d'où elle est originaire. Il étudie dans un lycée arménien de la ville, puis à l'école de musique de Téhéran et enfin au Conservatoire de Paris.
À son retour en Iran, il s'occupe dès 1937 de ce qui deviendra l'orchestre symphonique de Téhéran, avec son chef d'orchestre, Parviz Mahmoud, dont il est l'assistant. Gregorian devient en 1949 l'un des premiers enseignants du conservatoire de musique de Téhéran, nouvellement fondé. Il dirige de 1949 à 1951 l'orchestre symphonique de Téhéran.
Il s'installe ensuite aux États-Unis. Il y fonde à Boston en 1955 le chœur Komitas, spécialisé en musique arménienne. De 1959 à 1962, il est directeur musical et chef d'orchestre de l'orchestre symphonique de Portland, puis retourne à Boston. Il est à la tête de l'orchestre symphonique féminin de Boston. Il travaille aussi dans le domaine de la musique légère et s'occupe également de différents chorales de musique arménienne dans les églises arméniennes de la région de Boston.
Il fonde en 1981 l'orchestre symphonique de Nouvelle-Angleterre. Il enseigne pendant de longues années au conservatoire de Boston, dont il dirige l'orchestre d'étudiants.
Ses compositions commencent en 1935 par la Suite orientale, selon des motifs traditionnels arméniens. Il travaille et adapte également les musiques liturgiques composées par le Père Komitas.